# Didymocantha brevicollis
Didymocantha brevicollis là một loài bọ cánh cứng trong họ Cerambycidae.